# Antun iz Padove
Antun iz Padove (Padova, Italija, ? – Dubrovnik, 1562.), graditelj.
Graditelj Antun iz Padove 1539. godine primljen je u službu Dubrovačke Republike kao protomajstor vladinih gradnji. Poznato je da je 1549. godine izradio nacrte za palaču obitelji Skočibuha – Bizzaro. Palača je građena između 1550. – 1553. godine

## Vanjska poveznica
- http://www.istrapedia.hr/hrv/67/antun-s-padove/istra-a-z/